# Riu Colorado
El riu Colorado és un riu que flueix al sud-oest dels Estats Units i a Mèxic al llarg d'aproximadament 2.230 km. Neix a les muntanyes Rocoses, al pendís del mont Richthofen (4.245 m) i desguassa al golf de Califòrnia, a Mèxic. Travessa una regió elevada (1.600 m de mitjana) i àrida. Flueix a través dels estats de Colorado, de Utah i d'Arizona. Més al sud, marca la frontera entre Nevada i Arizona, i després entre Califòrnia i Arizona. És l'origen de l'excavació del Gran Canyó i travessa paisatges retallats per l'erosió.

## Curs del riu

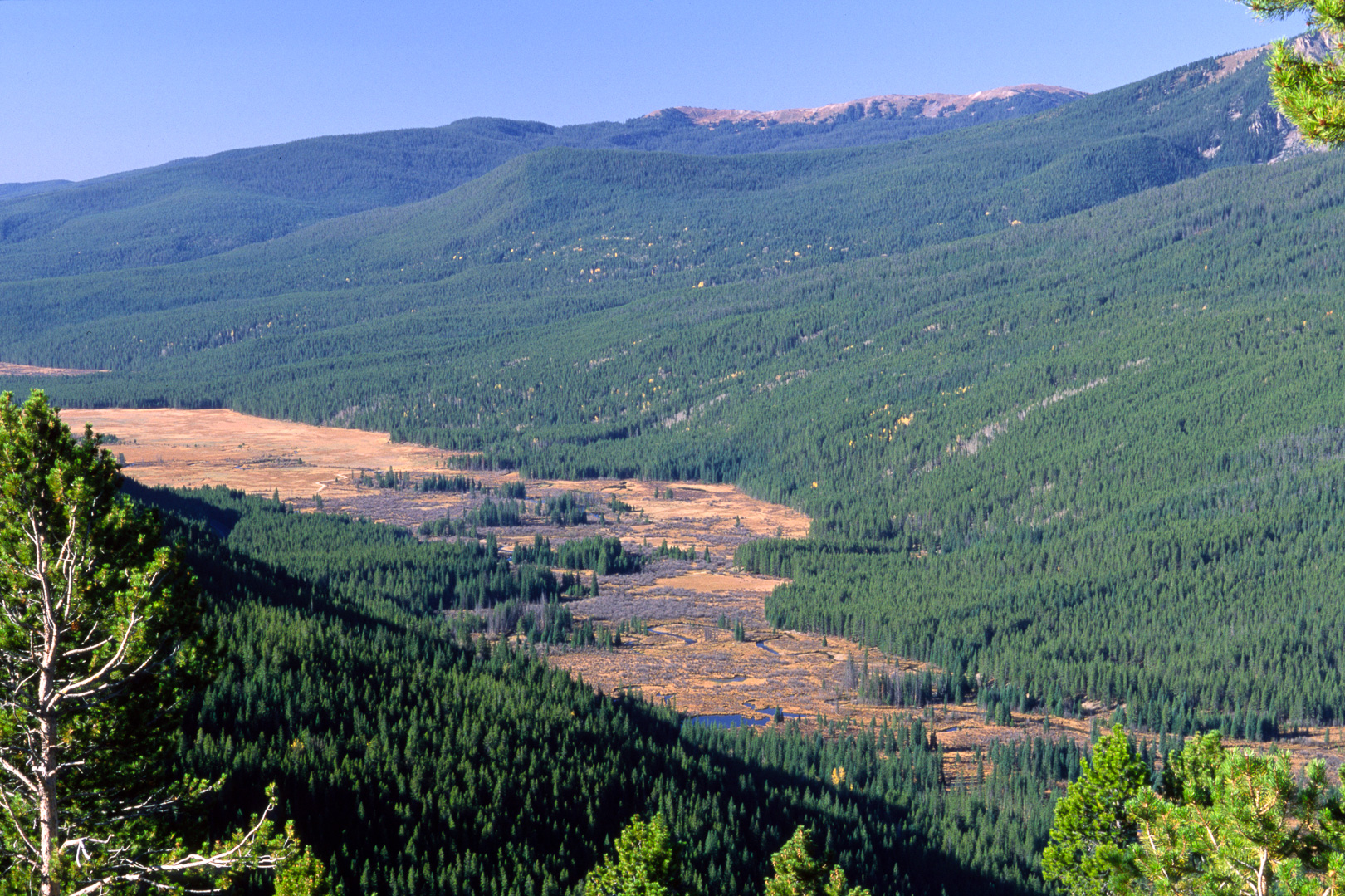
La vall Kawuneeche, prop del naixement del riu, al Parc Nacional de les Muntanyes Rocoses

El riu Colorado, amb una longitud total de 2.334 km, s'eleva 3.104 m per sobre del nivell del mar als flancs del mont Richthofen, a la serralada de les muntanyes Never Summer al Parc Nacional de les Muntanyes Rocoses. Situat a l'oest de la divisió continental nord-americana, el riu desemboca a l'oceà Pacífic. Després d'una curta progressió cap al sud, el curs del riu deriva cap a l'oest per sota del Grand Lake, el llac més gran de l'estat de Colorado. Durant les primeres 400 milles del seu curs, el Colorado serpenteja a través del Colorado Western Slope, una regió poc poblada, definida per la part de l'estat a l'oest de la divisió continental de les aigües nord-americanes. A mesura que flueix cap al sud-oest, guanya força amb molts afluents més petits, així com amb d'altres de més grans, inclòs el Blue River, l'Eagle River i el Roaring Fork River.
Després de creuar el Beque Canyon, el Colorado emergeix de les muntanyes Rocoses al Grand Valley (Colorado-Utah), una important regió agrícola i ramadera, on es troba amb un dels seus afluents més grans, el riu Gunnison, a Grand Junction. La major part de la banda alta del riu és un curs d'aigües braves de corrent ràpid que va de 60 a 150 m d'amplada; la profunditat n'oscil·la entre 2 i 9 m, amb algunes excepcions notables com el Blackrocks Reach, on el riu té gairebé 30 m de profunditat. En algunes zones, com la vall de Kawuneeche, prop de les fonts i la Gran Vall, té característiques de riu trenat.
Dirigint-se al nord-oest, el Colorado comença a travessar l'altiplà del Colorado, una gran àrea d'alt desert centrada a la regió de Four Corners, al Sud-oest dels Estats Units. Aquí, el clima esdevé notablement més sec que el de les muntanyes Rocoses, i el riu està encastat en gorges de roca nua cada cop més profundes, començant pel Ruby Canyon i després el Westwater Canyon, quan entra a Utah, cap al sud-oest de nou. Més avall, s'uneix al riu Dolores i defineix la frontera sud del Parc Nacional dels Arcs, abans de passar Moab i travessar El Portal, on surt de la vall de Moab entre un parell de penya-segats de pedra sorrenca de 300 m.
A Utah, el Colorado flueix principalment a través del país Slickrock, que es caracteritza pels canyons estrets i els seus plecs únics creats per capes inclinades de roques sedimentàries al llarg de falles. És una de les regions més inaccessibles dels Estats Units continentals. A sota de la confluència amb el Green River, el seu afluent més gran, al Parc Nacional de Canyonlands, el Colorado entra al Cataract Canyon, anomenat així pels ràpids perillosos; després el Glen Canyon, conegut pels seus arcs i l'erosió. Aquí, el riu San Juan, que transporta l'escorrentia dels vessants sud de les muntanyes de San Juan, s'uneix a Colorado des de l'est. El Colorado entra llavors al nord d'Arizona, on des de la dècada de 1960 la Glen Canyon Dam, prop de Page, ha inundat el tram de Glen Canyon del riu, formant el llac Powell per a la producció d'hidroelectricitat.
A Arizona, el riu passa per Lee's Ferry, un pas important per als primers exploradors i colons i, des de principis del segle xx, el principal punt on el riu Colorado es mesura fins que es distribuirà entre els set estats dels Estats Units i dos estats mexicans de la conca. Riu avall, el Colorado entra al Marble Canyon, l'inici del Gran Canyó, passant per sota dels Ponts Navajo, en un curs ara cap al sud. A sota de la confluència amb el riu Little Colorado, el Colorado gira cap a l'oest, vers Granite Gorge, la part més espectacular del Grand Canyó, on el riu talla a 1,6 km l'altiplà del Colorado, que exposa algunes de les roques visibles més antigues de la Terra, que es remunten a 2.000 milions d'anys. Els 446 quilòmetres del riu que travessa el Gran Canyó estan en gran part englobats pel Parc Nacional del Gran Canyó i són coneguts per les seves aigües blanques i difícils, separades per basses de fins a 34 metres de profunditat.
A l'extrem inferior del Gran Canyó, el Colorado s'eixampla fins al Lake Mead, l'embassament més gran dels Estats Units continentals, format per la presa Hoover a la frontera entre Arizona i Nevada. Situada al sud-est de la ciutat metropolitana de Las Vegas, la presa és crucial per gestionar el riu Colorado, controlar les inundacions i emmagatzemar aigua per a granges i pobles de la conca inferior del riu. Per sota de la presa, el riu passa sota el pont memorial Mike O'Callaghan-Pat Tillman que, a gairebé 270 m per sobre de l'aigua, és el pont d'arc de formigó més alt de l'hemisferi occidental; després gira cap al sud, vers Mèxic, definint la frontera d'Arizona-Nevada i la frontera d'Arizona-Califòrnia.
Després d'abandonar els límits del Black Canyon, el riu emergeix de l'altiplà del Colorado cap a la Lower Colorado River Valley, una regió desèrtica que depèn de l'agricultura de regadiu i el turisme, i també és la llar de diverses grans reserves índies. El riu s'eixampla aquí en una via d'aigua ampla i moderadament profunda amb una amplada mitjana de 150 a 300 metres, arribant als 400 metres de diàmetre, amb profunditats que oscil·len entre els 2 i els 20 metres. Abans de la canalització del Colorado al segle xx, el curs baix del riu estava subjecte a canvis de curs freqüents causats per les variacions estacionals del cabal. El botànic i explorador Joseph Christmas Ives, que va estudiar el curs baix del riu el 1861, va escriure el següent sobre això:
| « | El moviment del canal, marges, illes, és tan continu i ràpid que una descripció detallada, derivada de les experiències d'un sol viatge, seria incorrecta no sols per l'any següent, sinó potser per al llarg d'una setmana, o fins i tot d'un dia. | » |

La vall del riu Colorado inferior és una de les zones més densament poblades del riu, amb moltes ciutats properes, com ara Bullhead City i Lake Havasu City a Arizona o Needles a Califòrnia. Aquí, diverses petites derivacions del riu, proporcionen aigua tant per a usos locals com per a zones remotes, com ara la Salt River Valley a Arizona i el sud de Califòrnia, àrea metropolitana. L'última desviació important als Estats Units és a la Imperial Dam, amb què més del 90% del cabal del riu es transfereix al canal Gila Gravity, al Projecte de l'àrea de Yuma, i al canal All-American, per regar la vall Imperial de Califòrnia, una de les zones de producció agrícola més importants dels Estats Units.
Per sota de la presa Imperial, només una petita part del riu Colorado s'eleva per sobre de Yuma fins a Arizona, i després conflueix amb el riu Gila, que transporta l'aigua de l'escorrentia de Nou Mèxic occidental i la major part d'Arizona —abans de definir uns 24 quilòmetres de la frontera entre EUA i Mèxic. A la Morelos Dam, tot el flux restant del Colorado es desvia per regar la vall de Mexicali, entre les terres agrícoles més fèrtils a Mèxic. A sota de San Luis Río Colorado, el Colorado passa completament a Mèxic, i defineix la frontera entre la Baixa Califòrnia i l'estat de Sonora. Des de l'any 1960, el tram del Colorado entre aquí i el golf de Califòrnia ha estat sec o format per degoteig pels retorns del reg. El riu Hardy proporciona la major part del cabal al delta del riu Colorado, una extensa plana inundable que cobreix aproximadament 7.800 km² al nord-oest de Mèxic. Aquí es forma un gran estuari abans que el Colorado desemboqui al golf, aproximadament a 120 km al sud de Yuma. De vegades, la Comissió Internacional de Límits i Aigua permet que un flux de pols de primavera recarregui el delta.
Abans que el desenvolupament del segle XX assequés el baix Colorado, hi havia una marea important al delta i l'estuari; el primer registre històric l'en va fer el missioner croat al servei de Castella, el pare Ferdinand Konščak, el 18 de juliol de 1746. Durant les marees de primavera, el forat de la marea, conegut localment com El Burro, es va formar a l'estuari al voltant de l'illa de Montague a la península de la Baixa Califòrnia i es va estendre aigües amunt.

## Hidrologia

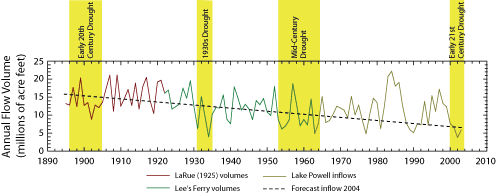
Flux del riu Colorado a Lee's Ferry a Arizona, entre 1895 i 2004

En el seu estat natural, el riu Colorado descarrega aproximadament 16,3 milions de 20,1 km3 al golf de Califòrnia, amb un cabal mitjà de fins a 640 m3/s. No és navegable, perquè el seu curs està intercalat amb ràpids. El seu règim de cabal també és inestable, almenys fins a la construcció de les primeres preses. El riu pot assolir un cabal màxim de 2.800 m3/s a l'estiu i un cabal mínim de 71 m3/s a l'hivern.
Durant els últims vint anys, el riu ha sofert les conseqüències de la sequedat. El flux disminueix bruscament, en particular a causa de l’alta pressió vinculada al reg i al consum domèstic, però també a causa de la caiguda de la neu a les muntanyes Rocoses.
El 12 de febrer de 2008, l'Institut d'Océanography Scripps de San Diego publicà un estudi en el qual es preveia un 50% de possibilitats d'assecat total del llac Mead el 2021, un llac artificial creat el 1935 per la construcció de Hoover Dam.
Durant una audiència de maig de 2021 davant el Comitè de Recursos Naturals de la Cambra de Representants dels Estats Units, l'oficial Elizabeth Klein declarà que "la regió viu un dels seus períodes més secs en 1.200 anys".

## Història
El 1846, els pioners mormons, des d'Illinois van arribar al territori d'Utah i van fundar Salt Lake City. Van ser els primers a domesticar el riu.
El 1902, Theodore Roosevelt va fundar l'Oficina de Reclamació, dependent del Departament de l’Interior dels Estats Units, que té com a missió supervisar els recursos hídrics de gestió, competència que es transfereix al Govern federal.
El 1921, el Grand River es va convertir oficialment en el riu Colorado.
Més de 40 milions d'americans i 29 tribus indígenes depenen de l’aigua del riu, que és la principal font mineral de sud-oest dels Estats Units, amb el Rio Bravo. Es van construir més d'un centenar de preses al llarg del riu. El domini del riu va tenir un paper molt important en el desenvolupament de l'Oest dels Estats Units.

El 1922, el Colorado River Compact es negocia entre set estats nord-americans. La base de mostreig és aleshores un 25% superior al flux mitjà anual. No obstant això, a partir dels anys 1930, els experts es van adonar del seu error. Arizona, que temia que Califòrnia no abusés de la seva posició aigües avall i el governador de la qual creia que una part molt més important del recurs havia de tornar a ell, es va negar a ratificar el compromís, que es ratificarà finalment el 1944. Ja el 1893, John Wesley Powell va anunciar de manera profètica durant el Segon Congrés Internacional de Reg a Los Angeles:
| « | Quan s’utilitzaran tots els rius, quan s’utilitzaran tots els torrents i barrancs encara no hi haurà prou aigua per regar aquesta regió àrida. Us dic, senyors, preparem-nos per un llegat de conflictes i litigis. | » |

 Però el govern federal i els governs dels estats preferiren promoure el desenvolupament del sud-oest dels Estats Units en el context de la Gran Depressió. A continuació, se signà un tractat amb Mèxic el 1944. Però Mèxic només es beneficia de l’11% dels recursos hídrics del riu.